# Junior Tallo
Tallo Gadji, ismertebb nevén Junior Tallo (Magbehigouepa, 1992. december 21. –) elefántcsontparti válogatott csatár, az Igman Konjic játékosa. 

## Pályafutása
2022 januárjától kölcsönben a Samsunspor csapatában szerepelt.
A elefántcsontparti válogatott tagjaként részt vett a 2015-ös afrikai nemzetek kupáján.

## Statisztika

### Klubcsapatokban
Frissítve: 2020. december 23.
| Klub           | Szezon         | Bajnokság      | Bajnokság     | Bajnokság | Hazai kupa    | Hazai kupa | Ligakupa      | Ligakupa | Egyéb         | Egyéb | Összesen      | Összesen |
| Klub           | Szezon         | Bajnokság      | Pályára lépés | Gól       | Pályára lépés | Gól        | Pályára lépés | Gól      | Pályára lépés | Gól   | Pályára lépés | Gól      |
| -------------- | -------------- | -------------- | ------------- | --------- | ------------- | ---------- | ------------- | -------- | ------------- | ----- | ------------- | -------- |
| Roma           | 2011–12        | Serie A        | 3             | 0         | –             | –          | –             | –        | –             | –     | 3             | 0        |
| Roma           | Összes         | Összes         | 3             | 0         | –             | –          | –             | –        | –             | –     | 3             | 0        |
| Bari           | 2012–13        | Serie B        | 16            | 3         | –             | –          | –             | –        | –             | –     | 16            | 3        |
| Bari           | Összes         | Összes         | 16            | 3         | –             | –          | –             | –        | –             | –     | 16            | 3        |
| Ajaccio        | 2013–14        | Ligue 1        | 23            | 8         | –             | –          | –             | –        | –             | –     | 23            | 8        |
| Ajaccio        | Összes         | Összes         | 23            | 8         | –             | –          | –             | –        | –             | –     | 23            | 8        |
| Bastia         | 2014–15        | Ligue 1        | 16            | 4         | 1             | 0          | –             | –        | –             | –     | 17            | 4        |
| Bastia         | Összes         | Összes         | 16            | 4         | 1             | 0          | –             | –        | –             | –     | 17            | 4        |
| Lille          | 2015–16        | Ligue 1        | 23            | 0         | 1             | 1          | 3             | 0        | –             | –     | 27            | 1        |
| Lille          | 2016–17        | Ligue 1        | –             | –         | –             | –          | –             | –        | –             | –     | –             | –        |
| Lille          | Összes         | Összes         | 23            | 0         | 1             | 1          | 3             | 0        | –             | –     | 27            | 1        |
| Amiens         | 2016–17        | Ligue 2        | 11            | 1         | –             | –          | –             | –        | –             | –     | 11            | 1        |
| Amiens         | Összes         | Összes         | 11            | 1         | –             | –          | –             | –        | –             | –     | 11            | 1        |
| Vitória        | 2017–18        | Primeira Liga  | 17            | 1         | 2             | 1          | 2             | 0        | –             | –     | 21            | 2        |
| Vitória        | 2018–19        | Primeira Liga  | 3             | 0         | –             | –          | –             | –        | –             | –     | 3             | 0        |
| Vitória        | Összes         | Összes         | 20            | 1         | 2             | 1          | 2             | 0        | –             | –     | 24            | 2        |
| Chambly        | 2019–20        | Ligue 2        | 6             | 0         | 1             | 1          | –             | –        | –             | –     | 7             | 1        |
| Chambly        | Összes         | Összes         | 6             | 0         | 1             | 1          | –             | –        | –             | –     | 7             | 1        |
| Újpest         | 2020–21        | NB I           | 11            | 3         | 1             | 0          | –             | –        | –             | –     | 12            | 3        |
| Újpest         | Összes         | Összes         | 11            | 3         | 1             | 0          | –             | –        | –             | –     | 12            | 3        |
| Karrier Összes | Karrier Összes | Karrier Összes | 129           | 20        | 6             | 3          | 5             | 0        | –             | –     | 140           | 23       |

### A válogatottban

#### Mérkőzései az elefántcsontparti válogatottban
| #  | Dátum              | Ellenfél          | Eredmény            | Kiírás                              | Esemény |
| -- | ------------------ | ----------------- | ------------------- | ----------------------------------- | ------- |
| 1. | 2014. október 11.  | Kongói DK         | 2 – 1               | Afrikai nemzetek kupája selejtező   | 75'     |
| 2. | 2014. november 14. | Sierra Leone      | 5 – 1               | Afrikai nemzetek kupája selejtező   | 82'     |
| 3. | 2015. január 11.   | Nigéria           | 1 – 0               | barátságos mérkőzés                 | 46'     |
| 4. | 2015. január 24.   | Mali              | 1 – 1               | Afrikai nemzetek kupája csoportkör  | 84'     |
| 5. | 2015. január 28.   | Kamerun           | 1 – 0               | Afrikai nemzetek kupája csoportkör  | 60'     |
| 6. | 2015. február 1.   | Algéria           | 3 – 1               | Afrikai nemzetek kupája negyeddöntő | 90+1'   |
| 7. | 2015. február 8.   | Ghána             | 0 – 0 (t.e.: 9 - 8) | Afrikai nemzetek kupája döntő       | 120+2'  |
| 8. | 2015. március 29.  | Egyenlítői-Guinea | 1 – 1               | barátságos mérkőzés                 | 85'     |

## Sikerei, díjai

### Klubcsapatokban
Újpest FC
- Magyar kupagyőztes (1): 2021

### A válogatottban
Elefántcsontpart
- Afrikai nemzetek kupája (1): 2015